# Hydrocotyle callicephala
Hydrocotyle callicephala är en växtart i släktet Hydrocotyle och familjen araliaväxter.
Arten är en perenn ört som förekommer i Brasilien, Paraguay och norra Argentina. Den beskrevs av Adelbert von Chamisso 1833.